# Prezidentské volby v Kamerunu v roce 2018

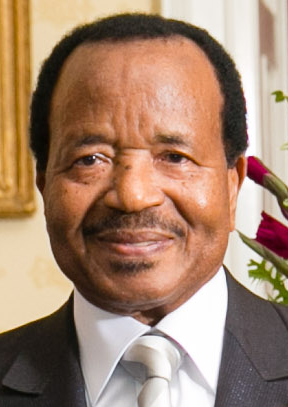
Vítězný kandidát Paul Biya (2014)

Prezidentské volby v Kamerunu se konaly 7. října 2018. Ve volbách se o post prezidenta ucházelo devět kandidátů. Podle oficiálních výsledků ve volbách s převahou vyhrál úřadující prezident Paul Biya. Po volbách byl dne 28. ledna 2019 byl neúspěšný kandidát z MRC Maurice Kamto zatčen.

## Situace před volbami

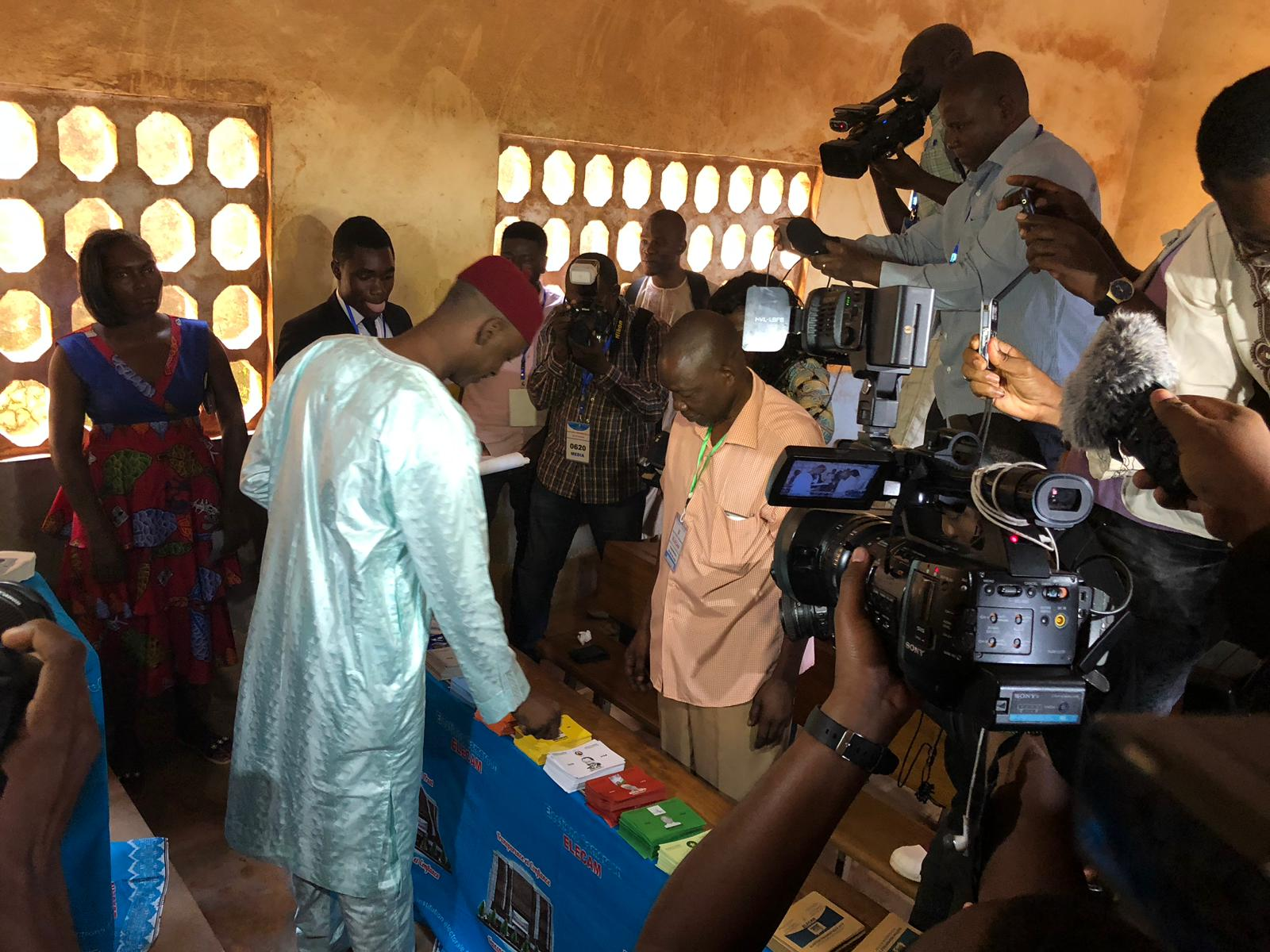
Kandidát na prezidenta Cabral Libii odevzdává svůj hlas ve volební místnosti v Yaoundé

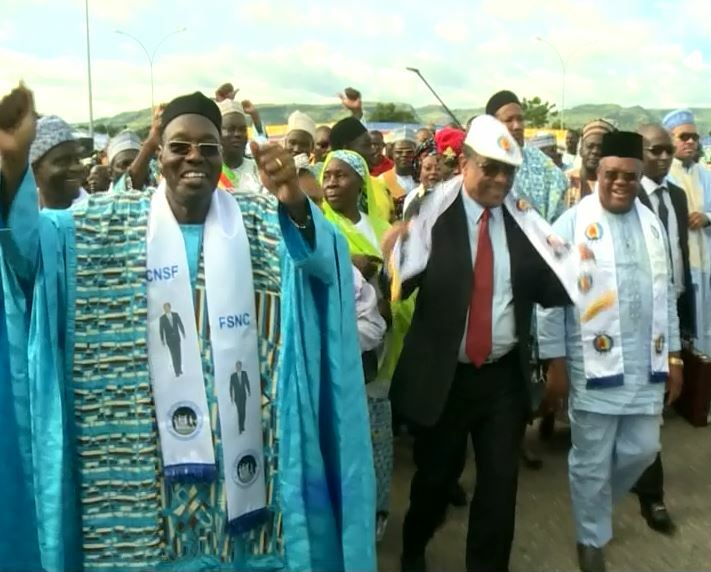
Ministr Issa Tchiroma během volební kampaně na podporu úřadujícího prezidenta Paula Biyy v Garoua

Během předchozích prezidentských voleb v roce 2011 byl úřadující prezident Paul Biya opětovně zvolen na sedmileté funkční období. Jeho tehdejší zvolení umožnila novela ústavního zákona z roku 2008, při které byl odstraněn limitující počet funkčních období pro funkci prezidenta.
V anglicky mluvící části země se odehrávaly v letech 2016 až 2017 nepokoje a separatisté se pokusili vytvořit vlastní stát, Ambazonii. Tyto nepokoje v roce 2017 propukly v ozbrojený konflikt známý jako anglofonní krize. K nejhorším nepokojům došlo v Mayu, v následku čehož vydalo několik zemí svým občanům doporučení do této části země necestovat. Sociálně demokratická fronta (SDF), která si tradičně vedla dobře v anglicky mluvících částech země, hlasitě kritizovala způsob, jakým se vláda pokusila nepokoje zvládnout. Prezident Biya reagoval na nepokoje prohlášením, že by rád viděl rychlejší pokrok při reformách decentralizace, které byly zahájeny v roce 2010, aby měly místní regiony větší samosprávu.
Dne 15. června 2018 získala BBC kopii prezidentova dopisu adresovaného vedoucím představitelům kamerunského senátu. V tomto dopisu žádal prezident o odložení voleb na říjen 2019. V červenci 2018 však prezident oznámil, že volby se budou konat 7. října 2018.

## Volební systém
Prezident Kamerunu je volen jednokolovým většinovým způsobem, kdy kandidát s největším počtem hlasů je prohlášen za vítěze voleb. Nemusí přitom dosáhnout nadpoloviční většiny hlasů.

## Kandidáti
- Garga Haman Adji, předseda Aliance pro demokracii a rozvoj (ADD)[12]
- Paul Biya, úřadující prezident a kandidát vládnoucí strany Kamerunské lidové demokratické hnutí (RDPC)
- Maurice Kamto, předseda Kamerunského hnutí pro obnovu[12]
- Cabral Libii, novinář a profesor práva na Univerzitě v Yaoundé, kandidát za Vesmír[12][13]
- Serge Espoir Matomba, radní z města Douala a předseda strany Sjednocení lidé pro sociální modernizaci[14]
- Akere Muna, kandidát za stranu Nyní![12]
- Frankline Njifor Afanwi, kandidát za Národní občanské hnutí Kamerunu[12]
- Adamou Ndam Njoya, kandidát za Kamerunskou demokratickou unii[12]
- Joshua Osih, za kandidáta Sociálně demokratické fronty byl zvolen 24. února 2018

## Volební výsledky
| Kandidát                            | Politická strana                         | Hlasy     | %       |
| ----------------------------------- | ---------------------------------------- | --------- | ------- |
| Paul Biya                           | Kamerunské lidové demokratické hnutí     | 2 521 934 | 71,28 % |
| Maurice Kamto                       | Kamerunské hnutí pro obnovu              | 503 384   | 14,23 % |
| Cabral Libii                        | Vesmír                                   | 222 020   | 6,28 %  |
| Joshua Osih                         | Sociálně demokratická fronta             | 118 706   | 3,36 %  |
| Adamou Ndam Njoya                   | Kamerunská demokratická unie             | 61 220    | 1,73 %  |
| Garga Haman Adji                    | Aliance pro demokracii a rozvoj          | 55 048    | 1,56 %  |
| Frankline Njifor Afanwi             | Národní občanské hnutí Kamerunu          | 23 687    | 0,67 %  |
| Serge Espoir Matomba                | Sjednocení lidé pro sociální modernizaci | 19 704    | 0,56 %  |
| Akere Muna                          | Nyní!                                    | 12 262    | 0,35 %  |
| Celkem                              | Celkem                                   | 3 537 965 | 100 %   |
|                                     |                                          |           |         |
| Platných hlasů                      | Platných hlasů                           | 3 537 965 | 98,53 % |
| Neplatných hlasů                    | Neplatných hlasů                         | 52 716    | 1,47 %  |
| Celkem hlasů                        | Celkem hlasů                             | 3 590 681 | 100 %   |
| Registrovaných voličů/volební účast | Registrovaných voličů/volební účast      | 6 667 754 | 53,85 % |